# Миланко Максић
Миланко Максић (Дрвар, СФРЈ, 2. октобар 1965) српски је васкуларни хирург, универзитетски доцент и доктор медицинских наука.

## Биографија
Миланко (Јован) Максић је рођен 2. октобра 1965. године у Дрвару, СФРЈ. Звање доктора медицине је стекао 1989. завршивши Медицински факултет Универзитета у Бањој Луци. Постдипломске студије је завршио на истом факултету (2009), а докторирао је на Медицинском факултету Универзитета у Београду. Специјализовао је општу хирургију (1997) и супспецијализовао васкуларну хирургију (2002).
У периоду од 1989. до 1992. радио је у Дому здравља Дрвар, а од тада на Клиници за општу и абдоминалну хирургију и у Служби за васкуларну хирургију Универзитетског клиничког центра Републике Српске (КБЦ Бања Лука). Примаријус др Миланко Максић је данас начелник Службе за васкуларну хирургију УКЦ РС.
Члан је Европског удружења васкуларних хирурга, Удружења васкуларних хирурга Србије, Удружења хирурга Републике Српске и Удружења флеболога Србије. Дана 9. јануара 2019. одликован је Орденом Крст милосрђа за признат дугогодишњи рад у здравству и велики допринос у развоју здравствених услуга, као и лијечењу пацијената са подручја Републике Српске.